# Corso Vittorio Veneto
Corso Vittorio Veneto, a Ferrara, unisce viale Cavour con piazza XXIV Maggio.

## Storia
L'area sulla quale si trova corso Vittorio Veneto fu occupata durante il periodo estense da Castel Tedaldo e dalla delizia allora sull'isola di Belvedere. A partire dal 1608, avvenuta la devoluzione di Ferrara, venne costruita la fortezza pontificia, e con questa una piazza d'armi, vari magazzini ed altre strutture di servizio. Quando poi la fortezza venne demolita, a partire dal 1859, rimase a lungo uno spazio non utilizzato, la Spianata, che raggiungeva lo Spagnarone, sul lato sud di viale Cavour.
Si fecero vari progetti per urbanizzare questo spazio a breve distanza dal centro, ma sino al 1910 senza effetti pratici, salvo un utilizzo temporaneo per la Grande festa delle bonifiche. La manifestazione ottenne un grande successo ed ebbe il merito non solo di valorizzare la zona della ex piazza d'armi ma pure di confermare la vocazione agricola della città.

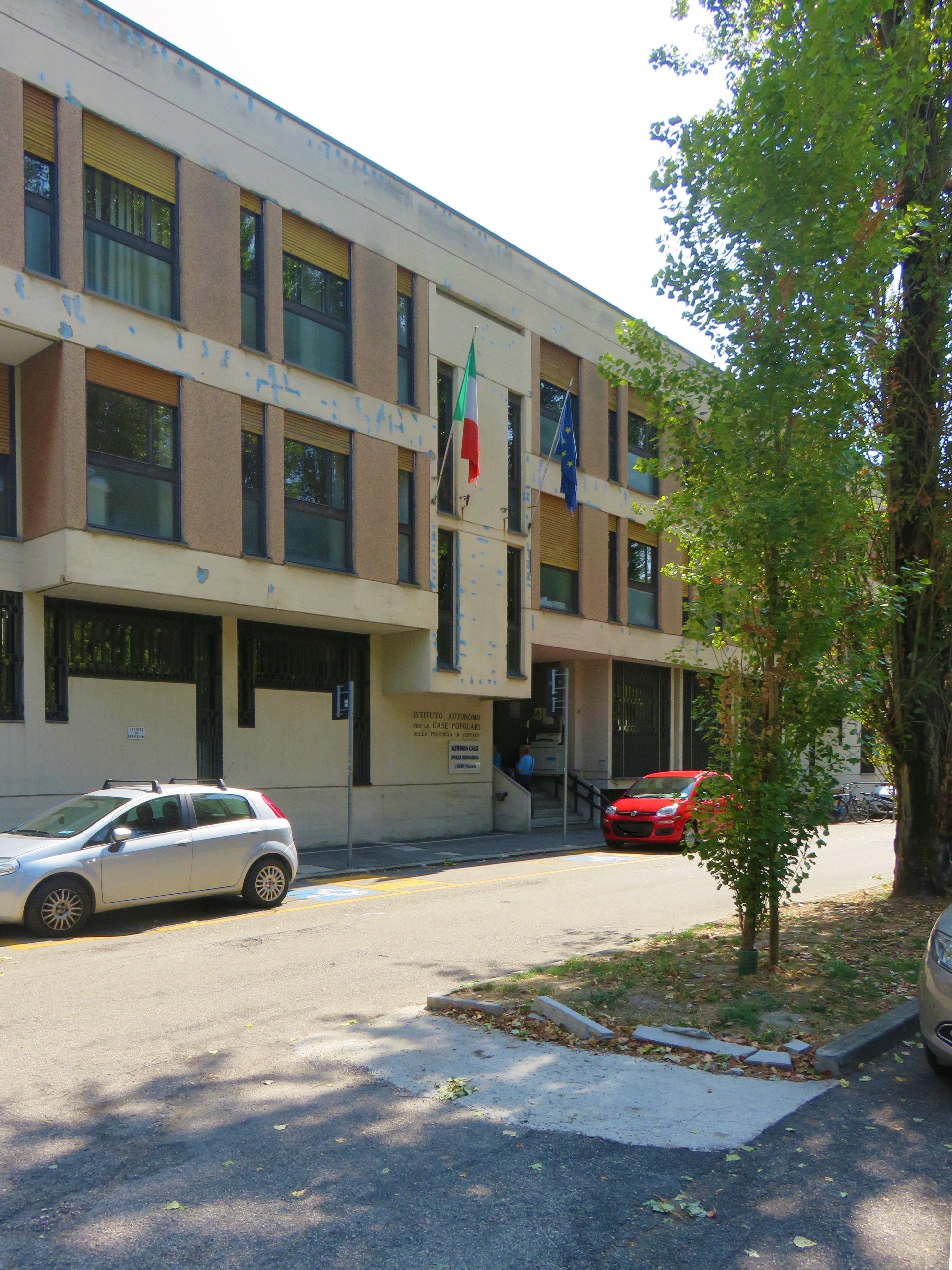
ACER, ex Istituto Autonomo Case Popolari.

Fu in quegli anni che l'ingegner Ciro Contini presentò un progetto per riqualificare ed urbanizzare secondo principi moderni l'accesso a ovest di Ferrara. Nel progetto, che Carlo Bassi definì Addizione Contini, era prevista un'ampia area destinata a verde pubblico, secondo la visione della città intesa come un giardino che si stava cominciando a realizzare a livello urbanistico nei primi anni del XX secolo.
La prima guerra mondiale mise in secondo piano la questione che venne riaffrontata solo dopo il 1926. Il piano regolatore di Contini venne modificato dai tecnici del comune, non si parlò più di giardino, parte delle mura furono demolite ma, per fortuna, non in modo completo, e nacque così l'asse viario di corso Vittorio Veneto, caratterizzato da villette signorili e da una certa ambizione prospettica e scenografica. Nel secondo dopoguerra sulla via venne costruito l'edificio dell'Istituto Autonomo Case Popolari (poi ACER), interessante dal punto di vista architettonico.

### Origini del nome
La nascita di corso Vittorio Veneto è legata a quella del quartiere nel quale si trova, e risale agli anni 30 del XX secolo, in epoca fascista. In quel periodo il nome scelto intendeva celebrare la vittoria finale contro l'Impero austro-ungarico, e buona parte della toponomastica di quest'area cittadina è influenzata dalle stesse motivazioni. Altre vie vicine sono, ad esempio, corso Piave, via Pasubio, corso Isonzo, via Fiume e via Monte Nero.

## Percorso

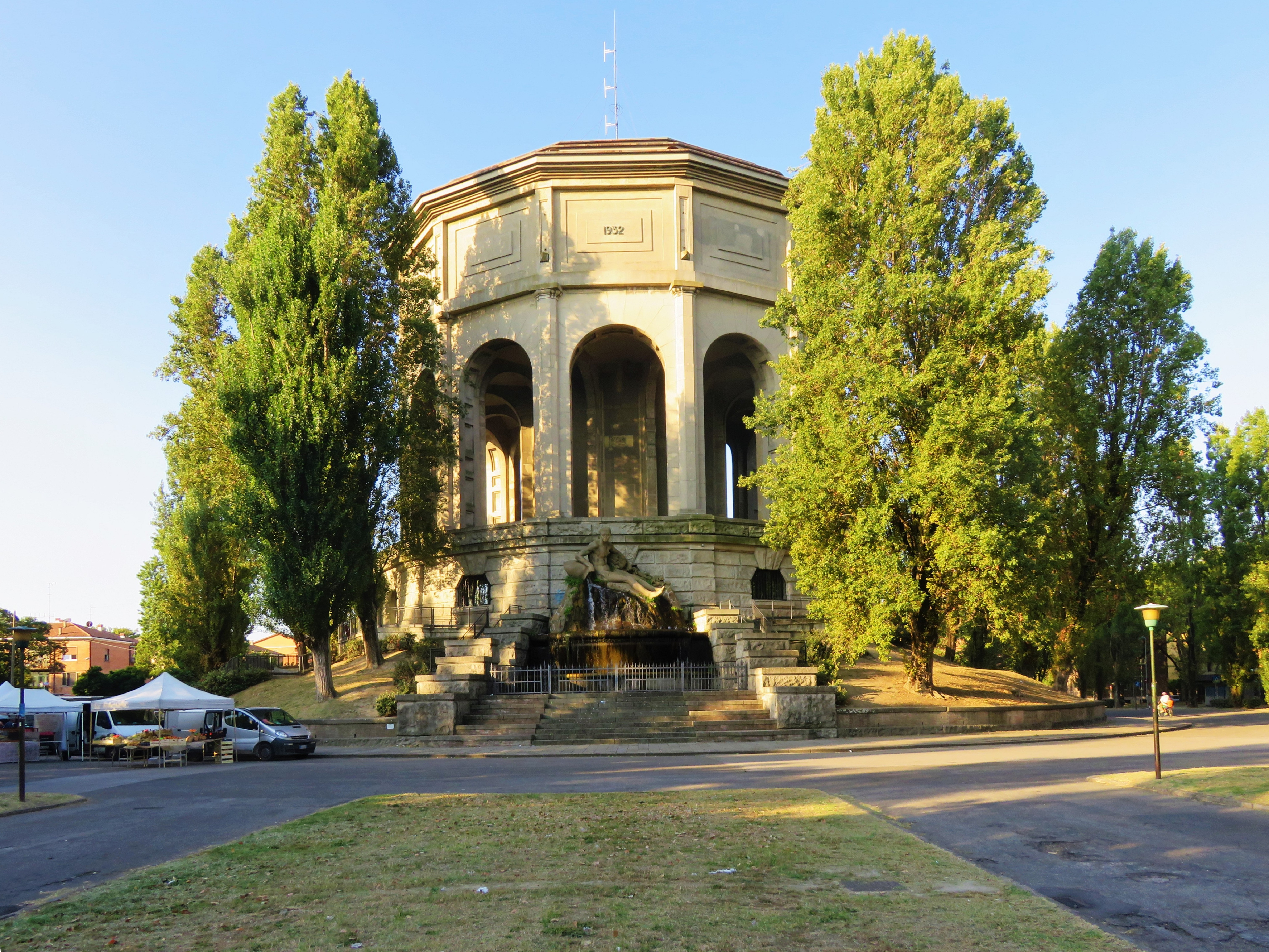
Acquedotto di Ferrara, in piazza XXIV Maggio.

Il suo percorso si estende dal piccolo parcheggio - giardino all'incrocio di viale Cavour con corso Isonzo e piazza XXIV Maggio.

## Luoghi di interesse
In piazza XXIV Maggio, che in origine fu piazza XXVIII Ottobre, anniversario della marcia su Roma, si trova il monumento che domina il corso per tutta la sua lunghezza, l'acquedotto di Ferrara.